# Дукер Уолтера
Дукер Уолтера (лат. Philantomba walteri) — небольшое африканское млекопитающее семейства полорогих. Назван в честь бельгийского профессора Уолтера Верхейена (Walter N. Verheyen) (1932—2005), который впервые получил экземпляр этого вида из Того в 1968 году. Описан в 2010 году при сравнении образцов из музейной коллекции с образцом, купленным на мясном рынке в Дагомейском разрыве в Западной Африке.

## Описание
Животное высотой 40 см в холке и весом от 4 до 6 кг. Ведёт ночной образ жизни, скрываясь от хищников в густой траве.

## Распространение
Обитает в саваннах Западной Африки: в Того, Бенине и Нигерии.